# پال تیتکوش
پال تیتکوش (مجاری: Titkos Pál; ۸ ژانویهٔ ۱۹۰۸ – ۹ اکتبر ۱۹۸۸) بازیکن فوتبال اهل مجارستان بود.
از باشگاه‌هایی که در آن بازی کرده‌است می‌توان به باشگاه فوتبال ام‌تی‌کی بوداپست و باشگاه ورزشی واشاش اشاره کرد.
وی همچنین در تیم ملی فوتبال مجارستان بازی کرده‌است.

## افتخارات

### بازیکن
- جام جهانی فوتبال ۱۹۳۸ : مقام دوم (به همراه مجارستان)

### سرمربی
- جام ملت‌های آفریقا ۱۹۵۹ : قهرمان (به همراه مصر)